# Litra B
Litra B var en serie damplokomotiver anvendt af DSB fra slutningen af det 19. århundrede. Serien bestod af 11 lokomotiver, der primært blev brugt på sidebaner i Danmark.

## Tekniske specifikationer
- Længde: 12,82 m[1]
- Tjenestevægt: 25,5 tons[1]
- Maksimal hastighed: 90 km/h[1]

## Historie

### Tidlige år og drift
I 1893 blev maskinafdelingerne for Sjælland og Jylland/Fyn slået sammen, hvilket førte til, at flere B-maskiner blev sendt til Sjælland og Falster. På Falster kørte de mellem Orehoved og Gedser, men klarede sig dårligt pga. vejrforhold og dårlig vandkvalitet. I 1903 blev de flyttet til Jylland pga. deres utilstrækkelige ydeevne.

### Drift i Jylland og udfasning
B-maskinerne blev brugt på flere jyske sidebaner, inklusive Århus-Grenå og Randers-Ryomgård. De var i drift på Skanderborg-Skjern-banen indtil 1919. Ved Genforeningen i 1920 blev enkelte B-lokomotiver sendt til Sønderjylland. Udrangeringsperioden begyndte i 1907 og sluttede i 1932, da den sidste B-maskine, B 46, blev sendt til ophugning.

#### Bevarelse
B 45 er siden 1928 udstillet på diverse museer og i 1935 deltog lokomotivet i DSB filmen "Før og nu". I dag er B 45 på Danmarks Jernbanemuseum i Odense.